# Choi Yong-soo
Choi Yong-soo (최용수?, 崔龍洙?; Pusan, 10 settembre 1973) è un allenatore di calcio ed ex calciatore sudcoreano, di ruolo attaccante.

## Palmarès

### Giocatore

#### Competizioni nazionali
- K League Classic: 1

Seoul: 2000
- Supercoppa della Corea del Sud: 1

Seoul: 1999
- Korean League Cup: 1

Seoul: 2006

### Allenatore

#### Competizioni nazionali
- K League Classic: 2

Seoul: 2012, 2016
- Coppa della Corea del Sud: 1

Seoul: 2015